# Fockeeae
Fockeeae, tribus zimzelenovki smješten u potporodicu Asclepiadoideae. Sastoji se od dva roda s ukupno 9 vrsta iz Afrike.

## Rodovi
1. Cibirhiza Bruyns 3
2. Fockea Endl. 6